# Охота и рыбалка (телеканал)
Телеканал «Охота и рыбалка» — российский телеканал производства Телекомпании «СТРИМ» для спутникового и кабельного вещания. Канал впервые вышел в эфир 3 мая 2005 года и вещает круглосуточно с борта спутника ABS-2A.
Программы телеканала посвящены советам по охоте и рыбалке, турнирам, путешествиям, обзору новостей этих видов спорта, а также кулинарии.

## Аудитория
Аудиторию телеканала составляют 37 млн человек, в основном мужчины в возрасте от 30 до 44 лет.
Мужчины составляют 75 % зрителей телеканала, женщины — 25 %. Вещание распространяется на территории России, стран СНГ и Прибалтики.

## Структура эфира
«Охота и рыбалка» представляет телезрителям широкий спектр программ: летняя и зимняя рыбалка, охота на зверя и птицу, мастер-классы, экспедиции, обзоры снастей, оружия и аксессуаров, программы о популярных видах активного отдыха и рыболовно-охотничья кулинария.
Среди программ собственного производства:
- «Егерский кордон»
- «Планета охотника»
- «Рыбалка сегодня»
- «На рыбалку с охотой»
- «Россия заповедная»
- «Сам себе охотник»
- «Рыбалка в России»
- «Охота с луком»
- «Ледовые тропы рыбалки»
- «Охота в Приволжье»
- «Охотничьи собаки»
- «Рецепты Древней Колхиды»

## Лица телеканала
- Станислав Радзишевский — Трёхкратный Чемпион мира, неоднократный Чемпион России по рыболовному спорту, член президиума Федерации рыболовного спорта России;[2][3]
- Константин Алексеев — рыболовный эксперт, ведущий программ «Давай зарубимся!», «Привет, Малёк!», а также циклов «Охота и рыбалка в…»;[4]
- Оксана Уфимцева — ведущая программы «Научи меня рыбачить»;
- Нормунд Грабовскис — Двукратный Чемпион мира, трёхкратный вице-чемпион мира по ловле рыбы на мормышку, вице-чемпион мира по ловле на поплавок. Больше 10 лет тренирует сборную Латвии;[5][6]
- Дмитрий Елисеев — ведущий цикла программ «Территория льда»;
- Валерий Кузенков — главный редактор журнала «Охота»[7], почётный член Военно-охотничьего общества,[8] член Совета Московского областного отделения «Русского географического общества», ведёт рубрику в программе «На рыбалку с охотой!»;
- Евгений Полонский — член Союза фотохудожников России,[9] автор публикаций в журналах «National Geographic Россия», «Вокруг Света», «Русский охотничий журнал», финалист международного конкурса «Золотая черепаха»[10] и «Самая красивая страна»[11]. Ведущий программы «Фотоохота с Евгением Полонским»;
- Лейсан Дусаева — ведущая программ «Пофестивалим!»[12], «Охота и рыбалка в…», «На рыбалку с охотой!»;
- Денис Вихров — рыболов-спортсмен, ведущий циклов «Спиннинг сегодня», «Рыбалка сегодня», «Рыбалка 360»[13];
- Дмитрий Дроздов — сертифицированный инструктор Американской федерации нахлыстовиков FFI (Fly Fishers International), организатор «Первого международного нахлыстового турнира по ловле щуки»[14]. Ведущий программ «Практическая школа нахлыста», «Нахлыст на разных широтах», «Нахлыст без границ»;

## Награды
Телеканал «Охота и рыбалка» многократно становился лауреатом ведущих национальных премий в области цифрового телевидения:

### 2022 год
- Награда Ассоциации «Росохотрыболовсоюз». Победитель «Конкурса СМИ 2022» в номинации «Лучшее освещение деятельности Музея охоты и рыболовства»;[15]
- Благодарность Правительства Республики Бурятия за организацию и проведение турнира «Юбилейная Байкальская рыбалка-2022»[16]

### 2019 год
- Награда Ассоциации «Росохотрыболовсоюз». Победитель «Конкурса СМИ 2019» в номинации «Лучшее освещение состояния и актуальных проблем охотничье-рыболовного хозяйства»;
- Благодарность Администрации Томской области за помощь в освещении фестиваля «Народная рыбалка 2019»;[17]
- Благодарность Правительства Республики Бурятия за организацию и проведение международного турнира «Юбилейная Байкальская рыбалка 2019»;

### 2015 год
- Премия Ассоциации «Росохотрыболовсоюз». Победитель «Конкурса СМИ 2015» в номинации «Любительская и промысловая охота»;
- Национальная премия «Большая цифра». Победитель в номинации «Телеканал по интересам (хобби)»;[18]

### 2014 год
- Национальная премия «Большая цифра». Победитель в номинации «Телеканал по интересам (хобби)»;[19]
- Национальная премия «Золотой луч». Победитель в номинации «Лучший lifestyle-телеканал»;[20]
- Премия Ассоциации «Росохотрыболовсоюз». Победитель «Конкурса СМИ 2014» в номинации «За широкое освещение деятельности любительского рыболовства и рыболовного туризма»;

### 2013 год
- Национальная премия «Большая цифра». Победитель в номинации «Лучший lifestyle-телеканал»;[21]
- Национальная премия «Золотой луч». Победитель в номинации «Лучший lifestyle-телеканал»;[22]

### 2012 год
- Национальная премия «Большая цифра». Победитель в номинации «Лучший lifestyle-телеканал»;[23]
- Национальная премия «Золотой луч». Победитель в номинации «Лучший lifestyle-телеканал»;[24]
- Премия Ассоциации «Росохотрыболовсоюз». «Лучшее СМИ в освещении деятельности „Росохотрыболов-союза“ в 2012 году»;

### 2010 год
- Национальная премия «Большая цифра». Приз зрительских симпатий;[25]
- Национальная премия «Золотой луч». Победитель в номинации «Увлечения и стиль»;[26]